# Museu Jean Moulin
El Museu Jean Moulin i el Memorial Leclerc i de l'Alliberament són dos museus de París que comparteixen un mateix edifici. Es troben en un dels llocs commemoratius de l'alliberament de París, l'estació de tren de Montparnasse, on el mariscal Leclerc va constituir el seu lloc de comandament per dirigir l'alliberació de la capital ocupada pels nazis.

## Història
L'origen dels dos museus és divers: el primer, prové dels fons històrics de la Fundació del Mariscal Leclerc, mentre que el segon té relació amb el llegat personal d'una amiga de Jean Moulin. El Memorial-Museu s'instal·la en l'estació de Montparnasse l'any 1994, quan es van reunir les dues col·leccions d'espais diferents. La museografia dels dos museus ha estat renovada i disposa de mostres audiovisuals històriques que ens ajuden a contextualitzar les figures d'aquestes dues personalitats de lluita, que tot i les similituds tenen dues històries diferents: mentre que en el Memorial Leclerc es contextualitza la Segona Guerra Mundial vista des de fora de França, pel que fa al Museu Moulin el context és el de la resistència interior. En tots dos casos, l'ús de les noves tecnologies està acompanyat també per la presentació dels objectes històrics de cada una de les col·leccions: els lligats a Moulin (fulletons de la resistència, missatges codificats...), i els lligats a Leclerc (objectes de la seva carrera militar, objectes relacionats amb la seva pertinença a les Forces Franceses Lliures...). El Museu-Memorial disposa també d'espai per a exposicions temporals, sempre a propòsit de temàtiques relacionades amb la Segona Guerra Mundial i els valors que es desprenen de la resistència.

## Context
Tant en el cas del Memorial com en el del Museu cal situar-se en el context de la Segona Guerra Mundial i en l'ocupació nazi de França. En referència a la figura del mariscal Philippe Leclerc d'Hauteclocque, militar de carrera en l'exèrcit francès, aquest s'incorpora de primer moment a les Forces Franceses Lliures del general De Gaulle. Les seves accions militars al llarg de la Segona Guerra Mundial són nombroses, destacant sobretot, pel seu simbolisme, l'Alliberament de París. La capital francesa, ocupada pels nazis el juny de 1940, exemplificà el domini alemany sobre França, i la fotografia de Hitler passejant amb la Torre Eiffel al fons fou una de les imatges més humiliants pels francesos. En contraposició, el passeig triomfal de De Gaulle i Leclerc per París el 26 d'agost de 1944 és la imatge més significativa de la França alliberada. Leclerc s'adreçà a París a partir del moment en què la població civil i la resistència interior, esperonades per les notícies del desembarcament de Normandia, declaren una vaga general contra l'ocupació nazi el 18 d'agost. L'arribada de les tropes franceses i aliades permeté l'alliberació de París el 25 d'agost de 1944. Entre les tropes que alliberaren París s'hi compta "La Nueve", formada per republicans espanyols compromesos amb el bàndol democràtic.
I pel que fa a Jean Moulin, és la figura més emblemàtica de la resistència, fins al punt d'esdevenir-ne un mite. A diferència de Leclerc, la lluita de Moulin té lloc des de l'interior. Encarregat per De Gaulle d'unificar els diferents moviments de resistència interiors, viatja diversos cops de Londres (quarter general de De Gaulle) a la França ocupada, tot acomplint les ordres que permeten crear un ampli moviment de resistència. Aconseguirà establir, amb tota França ocupada ja pels nazis, el Consell Nacional de la Resistència, que suposa la unitat de diversos grups ideològics de resistents antinazis, fet clau en la configuració d'una resistència interior forta. La seva figura es relaciona també amb l'impuls dels moviments de resistència comunista i l'establiment de guerrilles en zones de difícil accés, com és el cas dels resistents del Vercors. Tot i la seva reconeguda militància en l'esquerra fou un ferm defensor de la unitat interior en la resistència francesa. Poc menys d'un mes després de la constitució del Consell Nacional de la Resistència, Jean Moulin és detingut pels nazis a Lió, interrogat per Klaus Barbie, torturat a París i mort camí d'Alemanya, on havia de continuar sent interrogat. Moulin ha esdevingut un mite de la resistència francesa.